# Dãy núi Sayan

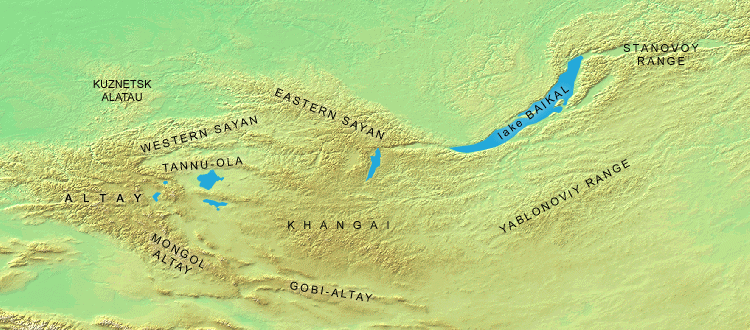
Các dãy núi tại Nga, Mông Cổ, Kazakhstan và Trung Quốc

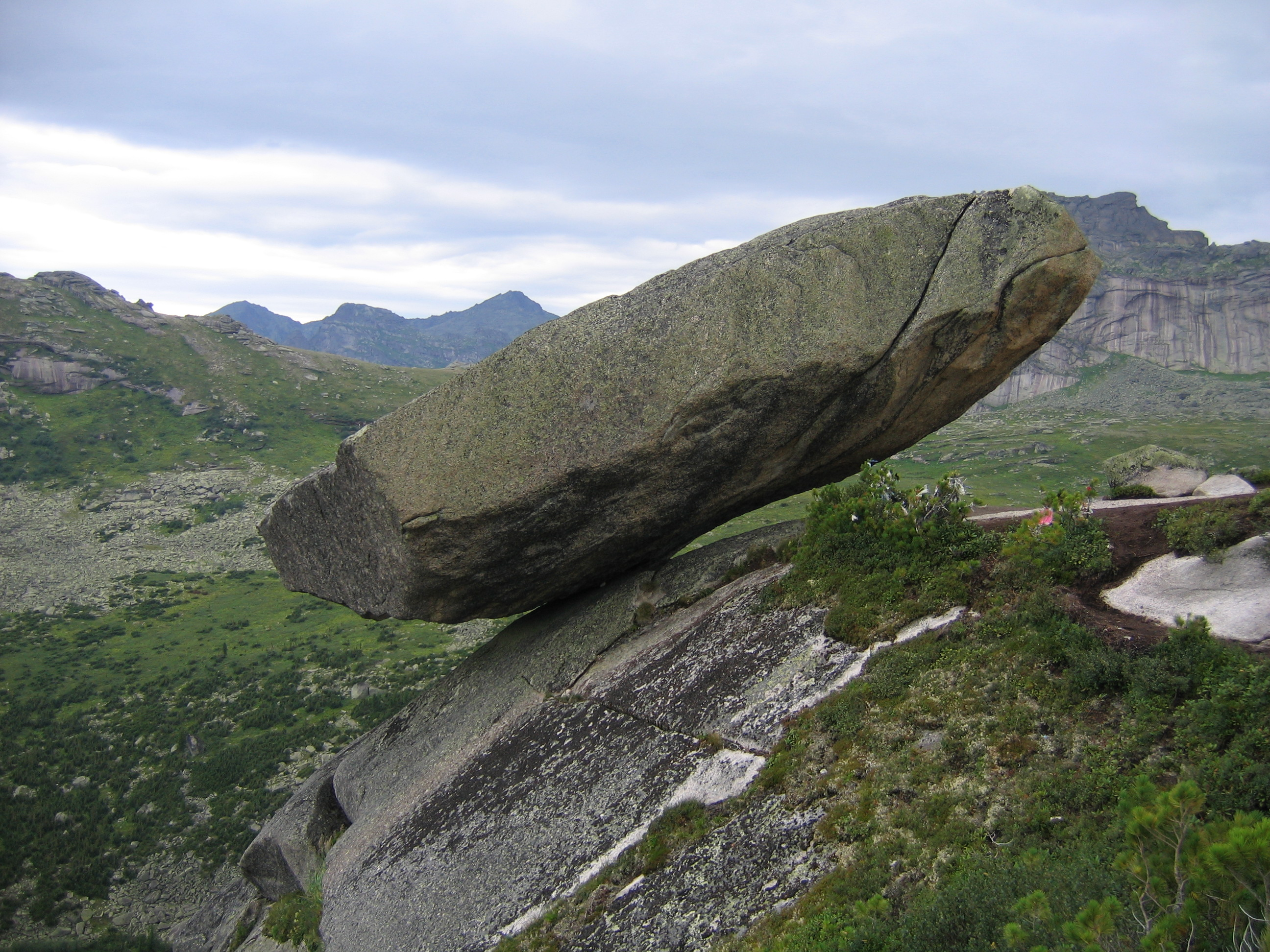
Đá Treo cổ, Tây Sayan

Dãy núi Sayan (tiếng Nga: Саяны; tiếng Mông Cổ: Соёоны нуруу; dãy núi Kokmen vào thời Đột Quyết) nằm giữa tây bắc Mông Cổ và miền nam Siberia, Nga.
Dãy Đông Sayan trải dài 1.000 km (621 mi) từ sông Enisei ở 92 Đ đến cực tây nam của hồ Baikal ở 106°Đ. Dãy Tây Sayan tạo thành phần mở rộng phía đông của dãy núi Altay, trải dài 500 km (311 mi) từ 89° Đ đến giữa dãy Đông Sayan tại 96°Đ.

Dãy núi Sayan có những đỉnh núi cao và hồ nước mát mẻ ở phía tây nam của Tuva có các chi lưu đổ vào một trong các sông chính tại Siberi là sông Enisei. Đây là một khu vực được bảo vệ và cô lập, được Liên Xô giữ trong tình trạng khép kín từ năm 1944.

## Địa lý
Trong khi độ cao nói chung là từ 2.000 đến 2.700 m (8.858 ft), đá hoa cương và đá phiến biến chất đạt đến độ cao trên 3.000 m (9.843 ft), trong đó cao nhất là Mönkh Saridag với độ cao 3.492 m (11.457 ft). Các đèo chính nằm từ 1.800 đến 2.300 m (7.546 ft) trên mực nước biển, ví dụ như đèo Muztagh là 2.280 m (7.480 ft), đèo Mongol là 1.980 m (6.496 ft), đèo Tenghyz là 2.280 m (7.480 ft) và đèo Obo-sarym là 1.860 m (6.102 ft).
Tại 92°Đ, hệ thống (Tây Sayan) bị xuyên qua bởi Ulug-Khem (tiếng Nga: Улуг-Хем) hay sông Enisei thượng, tại 106°Đ, ở cực đông của nó, nó giới hạn phía trên vùng lõm của thung lũng Selenga-Orkhon. Từ phía cao nguyên Mông Cổ, địa hình cao lên dần dần, nhưng từ các đồng bằng của Siberi thì dốc hơn nhiều.
Giữa nơi sông Enisei xuyên qua và hồ Khövsgöl ở 100° 30' Đ. Hệ thống cũng mang tên Yerghik-taiga. Thực vật tại đây nghèo nàn, mặc dù các khu vực cao hơn có các rừng thông rụng lá, thông, bách xù, bạch dương, tổng quán sủ, với các loài đỗ quyên, Hoàng liên gai và Lý chua. Địa y và rêu bao phủ trên nhiều tảng đá nằm rải rác tại các sườn núi phía trên.